# Kabinet-de Jongh-Elhage II
Het kabinet-de Jongh-Elhage II was van 26 maart 2010 tot 10 oktober 2010 het 27ste en laatste kabinet van de Nederlandse Antillen, voordat zij als land werd opgeheven. Onder leiding van Pedro Atacho, informateur en formateur, werd tussen de partijen PAR, PNP, NA, UPB, DP Sint Eustatius en WIPM een regeerakkoord gesloten, het zgn. Philipsburg Akkoord 2010. Emily de Jongh-Elhage van de PAR wordt premier voor de tweede keer.

## Samenstelling
Het kabinet de Jongh-Elhage II bestaat uit zeven ministers (exclusief de gevolmachtigd minister in Den Haag) en vier staatssecretarissen. De PAR leverde drie ministers op vier ministeries en de gevolmachtigd minister, de NA twee ministers, de UPB een minister en een staatssecretaris, en de PNP, DP Sint Eustatius en WIMP elk een staatssecretaris. Ersilia de Lannooy, PNP-politica, bleef op voordracht van de PAR aan als Minister van Financiën. Zij stapte in augustus 2010 uit de partij.

### Ambtsbekleders
| Ministers / Ministerie                                                                                    | Ambtsbekleders           | Partij | Termijn                       |
| --- | ------------------------ | ------ | ----------------------------- |
| Minister-President en tevens Minister van Algemene Zaken en Buitenlandse Betrekkingen                     | Emily de Jongh-Elhage    | PAR    | 26 maart 2010-10 oktober 2010 |
| Minister van Financiën                                                                                    | Ersilia de Lannooy       | PNP    | 26 maart 2010-10 oktober 2010 |
| Minister van Constitutionele en Binnenlandse Zaken en tevens eerste vice-premier                          | Roland Duncan            | NA     | 26 maart 2010-10 oktober 2010 |
| Minister van Justitie                                                                                     | Magali Jacoba            | PAR    | 26 maart 2010-10 oktober 2010 |
| Minister van Onderwijs, Jeugd, Cultuur en Sport                                                           | Omayra Leeflang          | PAR    | 26 maart 2010-10 oktober 2010 |
| Minister van Gezondheid en Sociale Ontwikkeling                                                           | Omayra Leeflang          | PAR    | 26 maart 2010-10 oktober 2010 |
| Minister van Arbeid en Economische Zaken, en tevens tweede vice-premier                                   | Elvis Tjin Asjoe         | UPB    | 26 maart 2010-10 oktober 2010 |
| Minister van Verkeer, Vervoer en Telecommunicatie                                                         | Patrick Illidge          | NA     | 26 maart 2010-10 oktober 2010 |
| Staatssecretarissen / Ministerie / Portefeuille                                                           | Ambtsbekleders           | Partij | Termijn                       |
| Staatssecretaris van Justitie belast met politiële zaken en penitentiaire inrichting Bovenwindse eilanden | Ernie Simmons            | DP     | 26 maart 2010-10 oktober 2010 |
| Staatssecretaris van Justitie belast met de voogdijraad, jeugddetentie en -rehabilitatie                  | Dudley Lucia             | PNP    | mei 2010-10 oktober 2010      |
| Staatssecretaris van Constitutionele Zaken                                                                | Shamara Nicholson-Linzey | WIPM   | 26 maart 2010-10 oktober 2010 |
| Staatssecretaris van Binnenlandse Zaken                                                                   | Felix Thomas             | UPB    | 26 maart 2010-10 oktober 2010 |
| Gevolmachtigd minister                                                                                    | Ambtsbekleders           | Partij | Termijn                       |
| Gevolmachtigd minister in Den Haag                                                                        | Marcel van der Plank     | PAR    | 26 maart 2010-10 oktober 2010 |

Jonckheer I · 
Jonckheer II · 
Jonckheer III · 
Jonckheer IV · 
 Sprockel · 
Petronia ·
Isa-Beaujon · 
Evertsz · 
Rozendal ·
Pourier I ·
Martina I ·
Martina II ·
Martina III ·
Liberia-Peters I ·
Martina IV ·
Liberia-Peters II ·
Liberia-Peters III ·
Paula · 
Pourier II ·
Römer ·
Pourier III ·
Ys I ·
Godett ·
Ys II ·
de Jongh-Elhage I ·
de Jongh-Elhage II ·